# 징후 고속공로

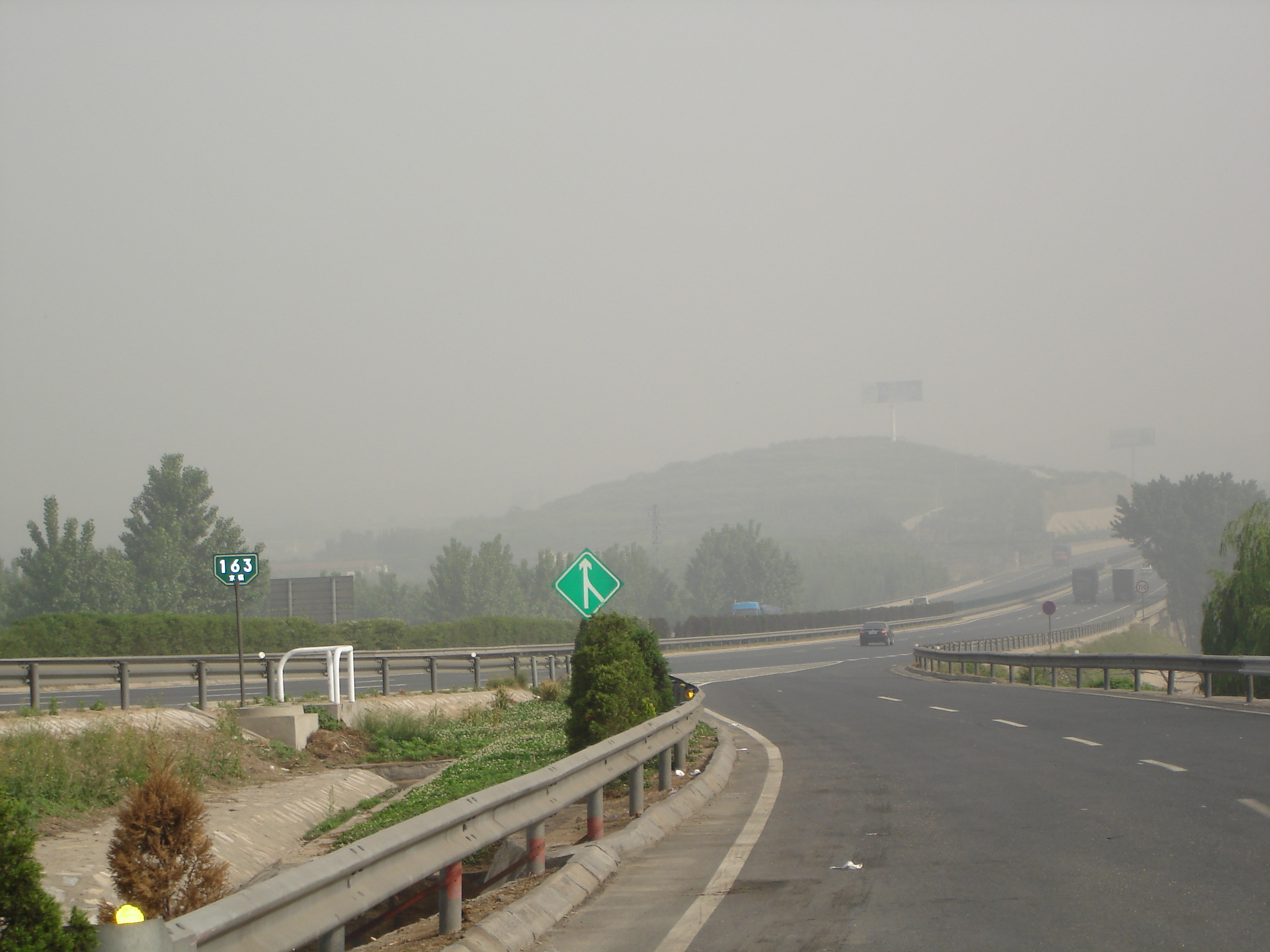
징후 고속공로

징후 고속공로(京沪高速公路, 경호고속공로) 또는 베이징-상하이 고속도로는 수도인 베이징 직할시와 최대규모의 도시인 상하이 직할시를 잇는 중화인민공화국의 고속형 공공도로이다.
중국국가고속공로망의 제G2호 고속공로로 지정되어 있으며, 톈진 직할시와 허베이성, 산둥성, 장쑤성을 거쳐가는 것이 특징이다. 1987년 12월에 착공하여 1991년 12월에 개통하였다. 중국 최대의 현수교인 룬양 대교가 이 도로에 속한다.

## 같이 보기
- 징후 철로(철도)
- 징하 고속공로